# Jacques Adler Jean Pierre
Jacques Adler Jean Pierre (Bòs Madichon), poète, comédien et journaliste culturel né aux Sud-est d'Haïti (Cayes-Jacmel) en 1977.

## Biographie
Jacques Adler Jean-Pierre, né en 1977 aux Sud-est d'Haïti (Cayes-Jacmel) est un poète, un journaliste culturel, un comédien, un sculpteur, un bibliothécaire, un récupérateur inachevé et le fondateur du centre culturel Charles Moravia (CCCM).

### Carrière journalistique
Depuis 2009, le journaliste collabore avec des magazines et des chroniques culturelles comme dans "Matin Magazine" animée par Esmeralda Milcé en 2009, "Puriel" et "Paj kiltirèl" sur les ondes de la radio Caraïbes. En 2012, il a obtenu un diplôme de stage à Washington DC à Voice of America dans le cadre du "Program in Broadcast Journalism and Culture And Values". Il est Directeur général de la Radio Télévision Espace depuis 2015.
Le 25 février 2021, il est sauvé de justesse d’une attaque armée.

### Carrière Littéraire et artistique
En mai 2005, il a participé a "Les nuits amérindiennes en Haïti". Adler codirige avec le poète Marc Exavier le groupe APOLECT (Actions Pour la Lecture). Il animait des ateliers de lecture avec des élèves humanitaires au collège La Providence Kambry-Loiseau où il a été directeur de la bibliothèque en 2008. Membre du cabinet de la Ministre de la culture Marie Laurence Jocelyn Lassègue en 2009. Il a été le premier écrivain haïtien accueilli par l’Union des écrivaines et des écrivains québécois à Montréal en 2015.  Jacques Adler Jean-Pierre est  fondateur du Centre culturel Charles Moravia où Il a créé la Résidence de l’Amitié (RA) en  2009 et la Bibliothèque Marc Exavier (BME) en 2014. Il est l'un des modèles du comédien James Fleurissaint. Le poète et journaliste Dominique Batraville a été reçu pendant trois mois à la résidence en 2017. 
Jacques  Adler Jean-Pierre a été l'invité d’honneur de la 2e édition du Salon du livre de Mirebalais en 2022,.

## Œuvres

### Poésies
- 2017, Ti gri, C3 Édition.
- 2014, Des mots pour mourir après l’amour, suivi de Lettre à ma fille, C3 Édition.
- 2013, Zetwal anba wòb, C3 Édition[10].
- 2011, Des mots pour mourir après l’amour, Editions Bas de page, 2011.

### Reportages
- Bòs Madichon pa nan politik produit par la Radio Télévision Caraïbe, 2016[11].
- A Marc Guerson Philistin, 2022.

## Distinctions
- 2014, Prix Pwezi Kreyòl Dominique Batraville, Éditions Pulùcia
- Prix de la première œuvre
- Mars 2022, Invité d’honneur de la 2e édition du Salon du livre de Mirebalais